# Pomo de l'est

Zona on es parlava pomo

Pomo de l'est, també conegut com a pomo del llac Clear, és una llengua pomo del Nord de Califòrnia. Es va parlar als marges del llac Clear, al comtat de Lake. No és mútuament intel·ligible amb les altres llengües pomo. Abans de posar-se en contacte amb els europeus, es va parlar al llarg de les ribes nord i sud del llac Clear al nord de San Francisco, i a les muntanyes de la costa oest de la Vall del Sacramento. El pomo de l'est limita al nord amb el patwin i el yuki, al sud amb el wappo, el pomo del sud-est, el pomo del sud, el pomo central, el pomo del nord, i el miwok del llac. També limita a l'oest amb el pomo del nord.
Les àrees nord i sud de parla pomo de l'est són separades geogràficament i aparentment representen dialectes diferenciats dividits per certes diferències lèxiques i fonològiques. Els parlants contemporanis de pomo de l'est es refereixen al dialecte del marge nord com a Upper Lake, i el del marge sud com a Big Valley.

## Ús
El 2003 es va iniciar un projecte de documentació per la llengua, que no havia estat escrita, a la ranxeria Big Valley. A partir de 2006 Loretta Kelsey,de 59 anys, l'única parlant de pomo d'Elem o "guardià de la llengua". Hi és disponible una entrevista en podcast, en la que Loretta Kelsey parla un idioma de 8.000 anys d'antiguitat. Encara que Kelsey està ensenyant als parlants més joves, no és clar si el llenguatge pot mantenir-se sobre la base del seu coneixement. En 2008 Kelsey, filla d'un antic cap tribal, va ser treta del registre de la tribu juntament amb 24 membres de la seva família, malgrat haver "viscut a la ranxeria la majoria dels seus 59 anys." Són disponibles descàrregues de documentació sobre el pomo d'Elem a l'arxiu electrònic del California Indian Museum and Cultural Center.

## Fonologia
El pomo de l'est té cinc vocals, totes elles tenen formers llarga i curta. Les vocals /i/, /e/, i /a/ són vocals no arrodonides (respectivament alta, mitjana, i baixa), i els vocals /u/ i /o/ són vocals arrodonifes (alta i mitjana respectivament). En moltes descripcions lingüístiques del pomo de l'Est, s'usa Alfabet fonètic americanista, i les vocals llargues es representen amb mig punt: a· e· i· o· u·.
No hi ha ocasions al pomo de l'est on les vocals múltiples apareixen en seqüència en la mateixa síl·laba. Hi ha una ocasió on dues vocals estan en seqüència a través d'un límit de síl·laba, i que està en la paraula /tʃéː.al/, que vol dir 'cap a on' o 'on.' Endemés, en pomo de l'est no es donen les vocals a l'inici de paraula.
|         | Curta     | Curta | Llarga | Llarga |
| Frontal | Posterior | Front | Back   |        |
| ------- | --------- | ----- | ------ | ------ |
| Alta    | i         | u     | iː     | uː     |
| Mitjana | e         | o     | eː     | oː     |
| Baixa   | a         | a     | aː     | aː     |

### Consonants
|           |          | Labial | Dental | Alveolar | Palatal | Velar | Uvular | Glotal |
| --------- | -------- | ------ | ------ | -------- | ------- | ----- | ------ | ------ |
| Oclusiva  | plana    | p      | t̪      | t̺        | tʃ      | k     | q      |        |
| Oclusiva  | aspirada | pʰ     | t̪ʰ     | t̺ʰ       | tʃʰ     | kʰ    |        |        |
| Oclusiva  | ejectiva | pʼ     | t̪ʼ     | t̺ʼ       | tʃʼ     | kʼ    | qʼ     | ʔ      |
| Oclusiva  | Sonora   | b      |        | d̺        |         |       |        |        |
| Africada  | Sonora   |        |        | ts       |         |       |        |        |
| Africada  | aspirada |        |        | tsʰ      |         |       |        |        |
| Africada  | ejectiva |        |        | tsʼ      |         |       |        |        |
| Fricativa | Sonora   |        |        | s        | ʃ       | x     |        | h      |
| Fricativa | Vibrant  |        |        | r        |         |       |        |        |
| Nasal     | sonora   | m̥      |        | n̥        |         |       |        |        |
| Nasal     | sorda    | m      |        | n        |         |       |        |        |
| Semivocal | plana    | w      |        |          | j       |       |        |        |
| Semivocal | Sonora   | w̥      |        |          | ȷ̊       |       |        |        |
| Lateral   | plana    |        | l      |          |         |       |        |        |
| Lateral   | Sonora   |        | l̥      |          |         |       |        |        |

El pomo de l'est té 38 consonants. Les oclusives sordes tenen una distinció de tres vies per cada punt d'articulació: no aspirada (normal), aspirat i ejective. Les oclusives també distingeixen entre punts d'articulació lamino-dental i apico-alveolar de cada sèrie, transcriu /t̪ t̪ʰ t̪ʼ/ i /t̺ t̺ʰ t̺ʼ/ respectivament. /tʃ/ es pronuncia com l'africada, [tʃ], en posició d'inici de paraula i la palatal oclusiva sonora, [c], en posició al mig de paraula. /ʃ/ és una fricativa laminar pre-palatal, mentre /s/ representa [s̺], una fricativa apico-alveolar fricative, amb una lleugera retroflexió. En publicacions lingüístiques que usen l'alfabet fonètic americanista la sèrie oclusiva alveolar es distingeix de la dental amb la incorporació de punts inferiors: ṭ ṭʰ ṭ’; les consonants palatal /tʃ tʃʰ tʃʼ ʃ/ s'escriuen č čʰ č’ š; les africades alveolars /ts tsʰ tsʼ/ s'escriuen c cʰ c’; i les nasals sordes, semivocals i líquides s'escriuen amb majúscules: M N W Y L.
Hi ha una sèrie de restriccions en la distribució dels diferents fonemes. /p/, /ts/, i /tʃ/ són relativament rars en pomo de l'Est. Les sordes no aspirades (planes); oclusives sonores, nasals sordes, semivocals i /l̥/ sorda; i la fricativa /h/ no es troba mai a final de paraula. /x/ mai es troba abans d'/i/, i molt rarament abans d'/e/ i /u/. /h/ només es troba al principi de síl·laba, i només es troba al principi de paraula abans d'/o/ i /u/ en préstecs del castellà. Les nasals sordes no es troben abans de les vocals /e/ i /o/.
Les diverses pronunciacions de la ròtica /r/ són complexes. A final de síl·laba és una vibrant alveolar sorda, [r], encara que a final de paraula es torna fricativa. En mig de la paraula és una bategant alveolar sorda, [ɾ]. És més freqüent trobar-la inicialment en síl·labes àtones que en les síl·labes tòniques, i passa més comunament en la síl·laba i en posició final de paraula.